# Віндгук (аеропорт)
Міжнародний аеропорт Осія Кутако (IATA: WDH, ICAO: FYWH) (англ. Hosea Kutako International Airport, нім. Internationaler Flughafen Hosea Kutako, афр. Hosea Kutako Internasionale Lughawe) — головний міжнародний аеропорт Намібії, що обслуговує столицю Віндгук. Розташований за 45 км  на схід від міста, це найбільший аеропорт Намібії з міжнародним сполученням. Назва аеропорту походить від імені національного героя Намібії Осія Кутако.
Найбільший аеропорт за пасажирообігом понад 1 млн пасажирів на рік (станом на 2018 рік), на 1985 рік з пасажирообіг складав 250 000 пасажирів на рік.
Аеропорт є хабом для:
- Westair Aviation

## Інфраструктура
В аеропорту функціонує пасажирський термінал, старий пасажирський термінал (на 2010-і він працює тільки з VIP), вантажний термінал, дві злітно-посадкові смуги, одна з яких відповідає міжнародним вимогам (08/26). З середини 2009 року інфраструктура була розширена завдяки сучасній радіолокаційній станції, побудованій компанією Thales Group. Радар і центр управління в аеропорту Ерос дозволяють контролювати весь повітряний простір Намібії. Загальний обсяг інвестицій склав 240 млн. дол. США. Крім того, з жовтня 2009 року злітно-посадочні смуги були реконструйовані
Декілька міжнародних компаній з прокату автомобілів розташовані на території аеропорту. Також є банкомат, поштове відділення NamPost, міжнародний телефонний зв'язок, ресторани і бари, а також крамниця Duty-free та пункт обміну валют. Аеропорт сполучений з містом Віндгук автобусними маршрутами та таксі.

## Авіалінії та напрямки

### Пасажирські
| Авіакомпанія          | Пункт призначення                              |
| --------------------- | ---------------------------------------------- |
| Airlink               | Кейптаун, Йоганнесбург–О.Р. Тамбо              |
| Ethiopian Airlines    | Аддис-Абеба                                    |
| Eurowings Discover    | Франкфурт Сезонно: Мбомбела, Водоспад Вікторія |
| Westair Aviation      | Кейптаун, Соссуфлей                            |
| Qatar Airways         | Доха                                           |
| South African Airways | Йоганнесбург–О.Р. Тамбо                        |
| TAAG Angola Airlines  | Луанда, Лубанго                                |

### Вантажні
| Авіакомпанія        | Пункт призначення       |
| ------------------- | ----------------------- |
| Airlink Cargo       | Йоганнесбург–О.Р. Тамбо |
| BidAir Cargo        | Йоганнесбург–О.Р. Тамбо |
| Lufthansa Cargo     | Франкфурт               |
| Qatar Airways Cargo | Доха                    |

## Статистика
Див. джерело запитів Вікіданих та джерела.

В 2018 році HKIA вперше обробило понад мільйон пасажирів. В 1985 році було лише 250 000 пасажирів на рік.
|              | 2003    | 2004      | 2005      | 2006      | 2007      | 2008      | 2009      |
| ------------ | ------- | --------- | --------- | --------- | --------- | --------- | --------- |
| Авіатрафік   | 6245    | 6823 ▲    | 14.259 ▲  | 14.822 ▲  | 16.329 ▲  | 17.049 ▲  | 15.590 ▼  |
| Пасажирообіг | 251.715 | 258.301 ▲ | 564.310 ▲ | 637.247 ▲ | 693.671 ▲ | 715.511 ▲ | 681.317 ▼ |

|              | 2010      | 2011      | 2012      | 2013      | 2014      | 2015      | 2016      | 2017      | 2018        |
| ------------ | --------- | --------- | --------- | --------- | --------- | --------- | --------- | --------- | ----------- |
| Авіатрафік   | 14.978 ▼  | 15.052 ▲  | 17.514 ▲  | 13.687 ▼  | 14.371 ▲  | 14.940 ▲  | 14.563 ▼  | 17.306 ▲  | 18.110 ▲    |
| Пасажирообіг | 681.817 ▲ | 746.457 ▲ | 815.087 ▲ | 765.657 ▼ | 794.780 ▲ | 773.721 ▼ | 809.442 ▲ | 938.499 ▲ | 1.037.794 ▲ |

Quelle: Airport Statistics. Namibia Airports Company, März 2019.